# Nang Mai
Pour les articles homonymes, voir Nang (homonymie).
Pour plus de détails, voir Fiche technique et Distribution.
Nang Mai (La Nymphe) (thaï : นางไม้) est un film thaïlandais réalisé par Pen-ek Ratanaruang, sorti en 2009.

## Résumé
Une jeune femme terrorisée court dans la ténébreuse jungle, se frayant avec difficulté un chemin dans la végétation luxuriante. Elle est poursuivie par deux hommes qui réussissent à la rattraper et la violent… On aperçoit ensuite les corps sans vie des deux agresseurs qui flottent sur la rivière. Que s'est-il passé ? Mystère.
En ville, Nop, un photographe professionnel, reçoit une commande : il doit réaliser un reportage sur la faune et la flore dans cette même jungle. Il part avec sa femme May et installe un campement en bordure de la forêt tropicale. Nop alors commence son travail. Il pénètre et s'enfonce profondément seul dans la jungle, prend des clichés d'animaux et de plantes et découvre un arbre aux formes très étranges couvert de lianes qui exerce sur lui une puissante fascination…

## Fiche technique
- Titre : Nymph
- Titres alternatifs : นางไม้ / Nang Mai / La Nymphe
- Réalisation : Pen-ek Ratanaruang (Thai: เป็นเอก รัตนเรือง)
- Photographie : Charnkit Chamniwikaipong
- Montage : Patamanadda Yukol
- Pays d'origine : Thaïlande
- Format : Couleurs - 35 mm
- Genre : Fantastique, Drame
- Durée : 109 minutes
- Date de sortie : 2009

## Distribution[3]
- Jayanama Nopachai  : Nop
- Wanida Termthanaporn : May
- Chamanun Wanwinwatsara : Korn
- Porntip Papanai : La Nymphe